# Junkers W 33
Junkers W 33 – niemiecki samolot wielozadaniowy, będący rozwinięciem modelu Junkers F 13.

## Przelot nad Atlantykiem

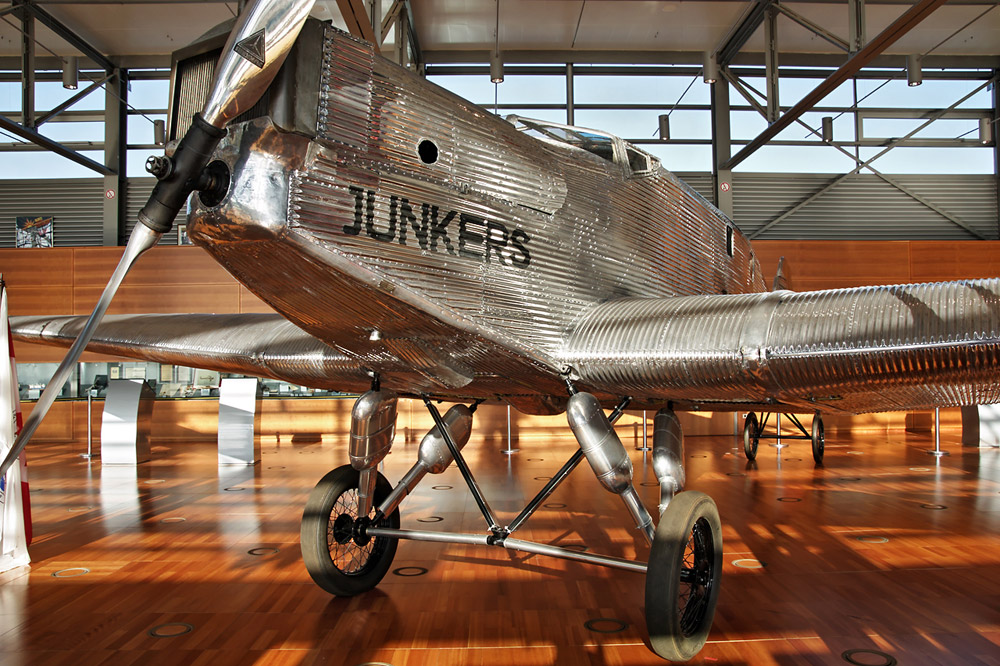
Junkers „Bremen”

Ze względu na dobrą konstrukcję, wytrzymałość i niezawodność Junkers W 33 został użyty do próby pobicia rekordu przelotu nad Atlantykiem. W tym celu przygotowano specjalnie wyposażone dwa egzemplarze W 33. Z tego jeden o nazwie „Bremen” (nr fab. 2504, D-1167) 12 maja 1928 roku wystartował z irlandzkiego lotniska Baldonell (k. Dublina) i po 36 godzinach wylądował na wyspie Greenly Island między Labradorem a Nową Fundlandią. Pilotowany był przez załogę w składzie: Ehrenfried Günther Freiherr von Hünefeld, Hermann Köhl oraz James Fitzmaurice. Był to pierwszy przelot bez lądowania przez północny Atlantyk. Natomiast 19 października 1928 inny egzemplarz W 33 przeleciał z Berlina do Tokio, przemierzając różnymi etapami ok. 14 tys. kilometrów.